# トランスサイレチン
トランスサイレチンまたはトランスチレチン（英: transthyretin、略称: TTR）は、甲状腺ホルモンサイロキシン（T4）とレチノールを肝臓へ運搬する、血清または脳脊髄液中の運搬体タンパク質である。トランスサイレチンという名称は、その機能に由来する（transports thyroxine and retinol）。トランスサイレチンは肝臓から血中へ分泌され、脈絡叢から脳脊髄液へ分泌される。
TTRは以前はプレアルブミン（prealbumin、thyroxine-binding prealbumin、略称: TBPA）と呼ばれていた。これはTTRが電気泳動ゲル中でアルブミンよりも速く泳動されるためである。
トランスサイレチンは、18番染色体に位置するTTR遺伝子によってコードされる。

## 結合親和性
トランスサイレチンは血清中では他の2つの甲状腺ホルモン結合タンパク質とともに機能する。
| タンパク質                        | 甲状腺ホルモン結合強度 | 血清中濃度 |
| --------------------------------- | ---------------------- | ---------- |
| サイロキシン結合グロブリン（TBG） | 最も強い               | 最も低い   |
| トランスサイレチン（TTR、TBPA）   | 比較的弱い             | 比較的高い |
| アルブミン                        | 最も弱い               | かなり高い |

TTRは脳脊髄液中ではT4の主要な輸送体である。TTRは血中と脳脊髄液中でレチノール結合タンパク質（RBP）と結合することでレチノール（ビタミンA）の輸送体としても機能する。
TTRのT4結合部位には、多くの天然物（レスベラトロールなど）や薬剤（タファミジス、ジフルニサル、フルフェナム酸）、毒物（PCB）などが結合することが知られている。

## 構造
TTRは55 kDaのホモ四量体で、二量体同士がさらに二量体化した（dimer of dimers）四次構造を持つ。TTRは肝臓、脈絡叢、網膜色素上皮で合成され、それぞれ血流、脳脊髄液、眼へ分泌される。各単量体は127残基のポリペプチドで、βシートに富む構造を持つ。2つの単量体はβシートの末端のβストランドを介して結合し、伸長したβサンドイッチ構造を形成する。この二量体がさらに向かい合って二量体化することで、ホモ四量体構造と2つのT4結合部位が形成される。この2つのT4結合部位を形成する二量体-二量体間相互作用面の結合は弱く、四量体の解離過程ではこの相互作用面の解離が最初に生じる。

## 疾患における役割
TTRの誤ったフォールディング（ミスフォールディング）と凝集は、老人性全身性アミロイドーシス（SSA）、家族性アミロイドポリニューロパチー（FAP）、家族性アミロイド心筋症（FAC）などのアミロイドーシスと関係していることが知られている。
TTR四量体の解離はアミロイド線維形成過程の律速段階であることが知られている。しかし、TTRが誤った蓄積を起こすためには単量体の部分的変性も必要であり、これによってアミロイド線維を含むさまざまな凝集体構造が形成される。
野生型のTTRも解離、ミスフォールディングと凝集を行い、SSAを引き起こすが、TTRの点変異は変異体と野生型のTTRサブユニットから構成される四量体を不安定化し、より容易に解離やミスフォールディング、アミロイド形成を促進することが知られている。30番のバリンのメチオニンへの置換（TTR V30M）は、FAPと関係する最も一般的な変異である。122番のバリンのイソロイシンへの置換（TTR V122I）はアフリカ系アメリカ人集団の3.9％が保有しており、FACの最も一般的な原因である。SSAは80歳以上の集団の25%以上が影響を受けると推計されている。疾患の重症度は変異によって大きく異なり、一部の変異は10代以前に疾患を引き起こす重篤なものとなるが、他の変異の影響はもっと穏やかである。TTRのアミロイドの蓄積は一般的に細胞外に観察されるが、心臓の心筋細胞では細胞内にも明確な蓄積が観察される。
家族性TTRアミロイドーシスの治療は歴史的には肝移植に依存しており、広義の遺伝子治療である。TTRは主に肝臓で産生されるため、変異型TTR遺伝子を持つ肝臓を正常遺伝子の肝臓で置き換えることで、体内の変異型TTRのレベルは移植前の5%未満に低下する。しかし、中枢神経系のアミロイドーシスを引き起こす変異では、変異型TTRは脈絡叢で産生されるため、肝移植による遺伝子治療の効果は見られない。
2011年、欧州医薬品庁はFAPの症状の緩和に対してタファミジス（ビンダケル）を承認した。ビンダケルはTTR四量体に速度論的安定化をもたらして四量体の解離を防ぎ、自律神経系や末梢神経系、心臓の機能低下を防ぐ。
TTRにはアミロイドβタンパク質に結合するという有益な副作用もあると考えられており、アルツハイマー病の初期段階であるアミロイド斑へのアミロイドβの蓄積傾向を防ぐ。アミロイド斑の形成を防止することで、細胞はこの有害な形態のタンパク質を取り除けるようになると考えられ、それによって疾患の予防や治療につながる可能性がある。
アミロイド線維の形成過程は有糸分裂を終えた組織に変性をもたらし、FAPとおそらくFACやSSAを引き起こすことを示す、強力な遺伝学的および薬理学的データ（タファミジスの臨床試験結果については欧州医薬品庁のウェブサイトを参照）がある。観察されるタンパク質毒性をもたらすのはアミロイド化の過程で形成されるオリゴマーであることを示す証拠が存在する。
脳脊髄液中のTTRレベルは統合失調症など一部の神経疾患の患者で低下していることも知られている。脳脊髄液中のTTRの減少は、統合失調症患者の脳でサイロキシンの輸送が低下していることを示している可能性がある。
トランスサイレチンはGlaドメインを含むことが知られており、そのためトランスサイレチンの産生はビタミンKを必要とする翻訳後修飾に依存している。しかし、ビタミンKの状態と甲状腺機能の関係は研究されていない。
2015年3月の段階で、アメリカ合衆国と世界各地でTTRアミロイドーシスの治療法の評価のための2つの臨床試験が進行中であり、募集が行われている。

## 相互作用
トランスサイレチンはパーレカンと相互作用することが示されている。

## 関連文献
- “Human transthyretin (prealbumin) gene and molecular genetics of familial amyloidotic polyneuropathy”. Mol. Biol. Med. 6 (2):  161–8. (1989). PMID 2693890.
- “Transthyretin mutations in health and disease”. Hum. Mutat. 5 (3):  191–6. (1995). doi:10.1002/humu.1380050302. PMID 7599630.
- “Transthyretin (prealbumin) in health and disease: nutritional implications”. Annu. Rev. Nutr. 14:  495–533. (1994). doi:10.1146/annurev.nu.14.070194.002431. PMID 7946531.
- “Cardiac amyloidosis: a review and report of a new transthyretin (prealbumin) variant”. Br Heart J 70 (2):  111–5. (1993). doi:10.1136/hrt.70.2.111. PMC 1025267. PMID 8038017.
- “Transthyretin Tyr77 familial amyloid polyneuropathy: a clinicopathological study of a large kindred”. Muscle Nerve 21 (11):  1478–85. (1998). doi:10.1002/(SICI)1097-4598(199811)21:11<1478::AID-MUS17>3.0.CO;2-X. PMID 9771673.